# Estrechos del Río Virgen

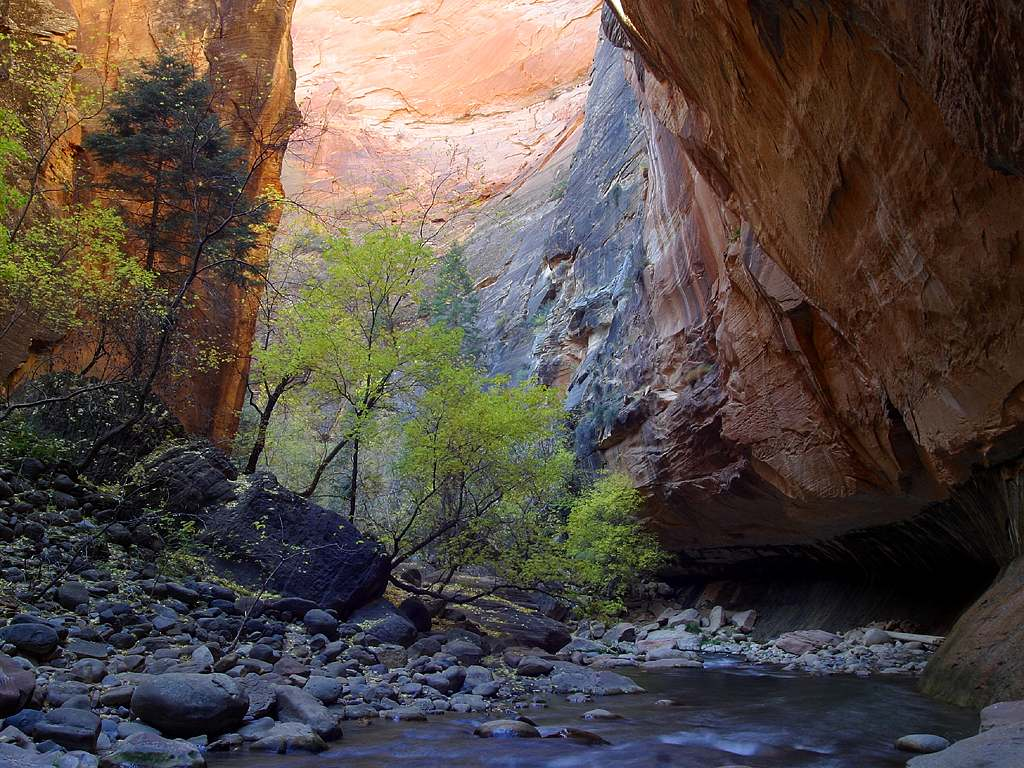
Estrechos del Río Virgen.

Los estrechos del río Virgen se encuentran en el Parque nacional Zion, cerca de la localidad de Springdale, en el estado de Utah, Estados Unidos. Forman una sección dentro del cañón que ha horadado el brazo norte del río Virgen. 